# エレン・グリーン
エレン・グリーン（Ellen Greene,  1951年2月22日 - ）は、アメリカ合衆国の女優、歌手である。

## 来歴
1951年、ニューヨーク市ブルックリン区に生まれる。父親は歯科医で、母親が進路指導カウンセラーのユダヤ系の家庭だった。ナイトクラブの歌手としてキャリアをスタートさせ、その歌唱力から徐々に評価を得ていった。その歌唱力を買われた結果、1970年代前半にブロードウェイデビューし、ミュージカル『In the Boom Boom Room』などに出演。批評家からも高く評価され、出演した『三文オペラ』ではトニー賞にもノミネートされている。
そういった評価を耳にした映画監督のポール・マザースキーから声がかかり、76年にマザースキーが監督した『グリニッチ・ビレッジの青春』で映画デビュー。その後はオフ・ブロードウェイ舞台やブロードウェイをはじめとするステージ活動のほかにも、テレビ・映画への出演を増やしていき、特に日本でもリック・モラニス、スティーヴ・マーティンらと共演したミュージカルコメディ『リトル・ショップ・オブ・ホラーズ』のヒロイン“オードリー役”で知られている。同作品で歌も披露しており、その歌唱力を見ることが出来る。その他1994年にジャン・レノ主演で製作され、日本でもヒットしたリュック・ベッソン監督の『レオン』では、ナタリー・ポートマン演じるマチルダの義母を演じている。現在も精力的に活動を続けており、ブロードウェイ、映画をはじめ、様々な演目に出演している。

### 私生活
1990年にTibor Hardikと結婚するが、1997年に離婚。2003年に作曲家のChristian Klikovitsと再婚しているが、2007年に再び離婚している。

## 出演作品

### 映画
- グリニッチ・ビレッジの青春 Next Stop, Greenwich Village (1976)
- 暗闇からの脱出 I'm Dancing as Fast as I Can (1982)
- リトル・ショップ・オブ・ホラーズ Little Shop of Horrors (1986)
- ミー&ヒム Ich und Er (1988)
- トーク・レディオ Talk Radio (1988)
- 聖女はロックシンガー Glory! Glory! (1989) ※テレビ映画
- 今夜はトーク・ハード Pump Up the Volume (1990)
- ステッピング・アウト Stepping Out (1991)
- 海辺の殺人者 Fathers & Sons (1992)
- 裸の銃を持つ男PART33 1/3 最後の侮辱 Naked Gun 33 1/3: The Final Insult (1994)
- ビッグ・ランニング Wagons East (1994)
- レオン Léon (1994)
- KILLER/第一級殺人 Killer: A Journal of Murder (1995)
- シェイド An Occasional Hell (1996)
- 素晴らしき日 One Fine Day (1996)
- States of Control (1997)
- ジャレッド Jaded (1998)
- Alex in Wonder (2001)
- ザ・クーラー The Cooler (2003)
- Love Object (2003)
- Mystery Woman: Sing Me a Murder (2005) ※テレビ映画
- Fielder's Choice (2005) ※テレビ映画
- Privileged (2010)

### 声の出演
- The Special Magic of Herself the Elf (1983) ※テレビ映画
- 子猫になった少年 Rock-A-Doodle (1991)
- Re-Animated (2006) ※テレビ映画

### テレビドラマ
- セブンス・アベニュー Seventh Avenue (1977)
- 特捜刑事マイアミ・バイス Miami Vice (1985)
- The Adventures of Pete & Pete (1994)
- Cybill (1995)
- ロー&オーダー Law & Order (1995)
- Dellaventura (1997)
- Suddenly Susan (2000)
- Xファイル The X-Files (2002) シーズン9第13話「数秘術」
- 女検死医ジョーダン Crossing Jordan (2002)
- プッシング・デイジー 恋するパイメーカー Pushing Daisies (2007 - 2009)
- HEROES Heroes (2007 - 2009)
- ザ・ヤング・アンド・ザ・レストレス The Young and the Restless (2011)
- Bunheads (2012)
- ハンニバル Hannibal (2013)
- The Walking Dead (2013)

### テレビアニメ
- Out of Jimmy's Head (2007 - 2008)
- バットマン:ブレイブ&ボールド Batman: The Brave and the Bold (2009)
- パウンド・パピー Pound Puppies (2012)

## 参照
1. ↑  http://www.filmreference.com/film/3/Ellen-Greene.html
2. 1 2  “Ellen Greene Biography”. 2014年6月28日閲覧。